# The Wall Between (film 1916)
The Wall Between è un film muto del 1916 diretto da John W. Noble. La sceneggiatura si basa sull'omonimo romanzo di Ralph D. Paine pubblicato a New York nel 1914.

## Trama
Il padre di John Kendall, ormai rovinato finanziariamente, muore lasciando il figlio senza un soldo. Il giovane, allora, decide di arruolarsi nell'esercito e diventa sergente. In visita all'amico David Barclay, conosce la nipote del colonnello Dickinson, Edith Ferris, innamorandosi di lei. Durante una festa, il capitano Burkett lo rimprovera per corteggiare una ragazza a lui socialmente superiore, un atteggiamento condiviso anche dalla madre di Edith, che manovra insieme a Burkett per screditare il sottufficiale. Una sera, Edith si reca a informare John dei complotti dei due ma, in questo modo, lo distoglie dal servizio e un prigioniero ne approfitta per fuggire. John, per non rovinare la reputazione della ragazza, mente sul motivo della sua distrazione ma Edith racconta tutto allo zio colonnello, discolpando così John. Qualche tempo dopo, durante un'operazione militare in Nicaragua, John dimostra tutto il suo valore al contrario di Burkett, che si dimostra un vigliacco. Fatto tenente per meriti di servizio, John ora può corteggiare Edith senza problemi. Venuto a conoscenza dei motivi del tracollo finanziario del padre, è anche in grado di recuperare parte della sua fortuna.

## Produzione
Il film fu prodotto dalla Quality Pictures Corporation.

## Distribuzione
Distribuito dalla Metro Pictures Corporation il film uscì nelle sale cinematografiche statunitensi il 20 o 27 marzo 1916. Il copyright del film, richiesto dalla Quality Pictures Corp., fu registrato il 3 aprile 1916 con il numero LP8014.
Copia incompleta della pellicola si trova conservata negli archivi di Rochester del George Eastman House.